# Joachim Grammendorp
Joachim Grammendorp (bl. 1518–1533 in Lübeck) war während der Wullenwever-Zeit Ratsherr der Hansestadt Lübeck.

## Leben
Über Joachim Grammendorps Lebensdaten ist wenig bekannt. Er war Gewandschneider wie sein Vater Reinolt Grammendorp. Spätestens seit 1518 war er mit Anneke von Borstell verheiratet. Aus dem Erbe seines Schwiegervaters erhielt er in diesem Jahr das Haus in der Wahmstraße 53. 1527 testiert Grammendorp gemeinsam mit Hinrik Brömse ein Testament.
1530 gehörte er dem Bürgerausschuss in Lübeck an. Am 18. Februar 1531 war er Deputierter der Hundert Männer, die gemeinsam mit den Deputierten der 64er einerseits und dem Rat andererseits durch Handschlag die Einführung der Reformation in Lübeck besiegelten. Grammendorp wurde am 27. April 1531 aus diesem Ausschuss in den Rat der Stadt gewählt. Er trat im Anfang des Jahres 1533 aus dem Lübecker Rat wieder aus.
Über sein weiteres Leben ist nichts bekannt. Als seine Tochter Cillie 1540 Hans Köhler, einen Sohn des Ratsherrn Heinrich Köhler heiratete, war er bereits verstorben. Eine andere Tochter war mit Friedrich Knebel verheiratet.